# DFB-Pokal-Finale 2017
Das Finale der Saison 2016/17 im DFB-Pokal fand am Samstag, dem 27. Mai 2017, im Olympiastadion Berlin statt. Es standen sich die beiden Bundesligisten Eintracht Frankfurt und Borussia Dortmund gegenüber. Borussia Dortmund gewann  erstmals seit 2012 und insgesamt zum vierten Mal den DFB-Pokal.

## Der Weg ins Finale
Anmerkung: Die Ergebnisse werden jeweils aus Sicht der Finalisten angegeben.
| Eintracht Frankfurt      | Eintracht Frankfurt | Eintracht Frankfurt | Eintracht Frankfurt |               | Borussia Dortmund  | Borussia Dortmund | Borussia Dortmund | Borussia Dortmund |
| ------------------------ | ------------------- | ------------------- | ------------------- | ------------- | ------------------ | ----------------- | ----------------- | ----------------- |
| Gegner                   | Ergebnis            | Ergebnis            | Ergebnis            | Runde         | Gegner             | Ergebnis          | Ergebnis          | Ergebnis          |
| 1. FC Magdeburg          | 5:4 n. E. (A)       | 5:4 n. E. (A)       | 5:4 n. E. (A)       | 1. Runde      | Eintracht Trier    | 3:0 (A)           | 3:0 (A)           | 3:0 (A)           |
| FC Ingolstadt 04         | 4:1 n. E. (H)       | 4:1 n. E. (H)       | 4:1 n. E. (H)       | 2. Runde      | 1. FC Union Berlin | 4:1 n. E. (H)     | 4:1 n. E. (H)     | 4:1 n. E. (H)     |
| Hannover 96              | 2:1 (A)             | 2:1 (A)             | 2:1 (A)             | Achtelfinale  | Hertha BSC         | 4:3 n. E. (H)     | 4:3 n. E. (H)     | 4:3 n. E. (H)     |
| Arminia Bielefeld        | 1:0 (H)             | 1:0 (H)             | 1:0 (H)             | Viertelfinale | Sportfreunde Lotte | 3:0 (A)           | 3:0 (A)           | 3:0 (A)           |
| Borussia Mönchengladbach | 8:7 n. E. (A)       | 8:7 n. E. (A)       | 8:7 n. E. (A)       | Halbfinale    | FC Bayern München  | 3:2 (A)           | 3:2 (A)           | 3:2 (A)           |

## Hintergründe

### Schiedsrichter
Als Schiedsrichter für das Pokalfinale wurde vom DFB Ende April Deniz Aytekin aus Altenberg ausgewählt. Als Begründung nannte Lutz Michael Fröhlich, Chef der DFB-Schiedsrichterkommission, die Bundesligasaison, in der Aytekin konstant gut gepfiffen habe.
Aytekin pfiff in der Pokalsaison 2016/17 bereits vor dem Finale Spiele beider Vereine. Er selbst bezeichnete seine Ansetzung für das Finale im Vorfeld als Höhepunkt seiner Karriere.
An der Seite von Aytekin fungierten Christian Dietz und Eduard Beitinger als Assistenten. Vierter Offizieller war Benjamin Brand.

### Halbzeitshow
Am 22. Mai 2017 wurde bekannt, dass die deutsche Schlagersängerin Helene Fischer in der Halbzeitpause des Spiels vor der Haupttribüne mit einem eigens für diesen Anlass erstellten Medley aus Atemlos durch die Nacht und Herzbeben im Stadion auftreten werde. Sie sang bereits bei zwei ihrer Konzerttouren im Olympiastadion. 2014 hatten Fußballfans sie schon am Brandenburger Tor bei der Ankunftsparty der deutschen Nationalmannschaft nach deren Gewinn der Weltmeisterschaft sehen können. Dennoch wurde ihr Auftritt in der Halbzeitpause kritisiert, ähnlich wie beim US-amerikanischen Super Bowl werde immer mehr die Show um den Sport herum in den Vordergrund gerückt. Außerdem wurde auf den Auftritt der Sängerin Anastacia in der Halbzeit des 34. Spieltags der Fußball-Bundesliga eine Woche vor dem Pokalfinale auf dem Rasen der Münchner Allianz Arena verwiesen, der nicht gut angekommen und organisatorisch misslungen war. Fischer wurde bei ihrem Auftritt vom Publikum in ungewöhnlich hoher Lautstärke und über den gesamten Zeitraum ihres Auftritts ausgepfiffen. Die ARD regelte das Pfeifkonzert wenige Sekunden nach seinem Beginn fast völlig herunter und sendete nur den Ton der Musiker, Sky blendete sich mitten in der Übertragung aus dem Auftritt aus und sendete Werbung.

### Teilnehmer
Borussia Dortmund stand nach 2014, 2015 und 2016 zum vierten Mal in Folge im Finale. In den drei vorherigen Jahren verlor Dortmund gegen Bayern München, den VfL Wolfsburg und abermalig Bayern München. Letztmals gewonnen wurde der Wettbewerb 2012. Eintracht Frankfurt stand erstmals seit 2006, als es gegen Bayern München verlor, wieder im Finale; der letzte Frankfurter Pokalsieg gelang 1988, lag also 29 Jahre zurück.

### Sonstiges
Das 74. Finale fand zum 33. Mal in Folge im Berliner Olympiastadion statt. Der Anstoß war um 20:00 Uhr. Als im Jahr 2006 diese Uhrzeit als Anstoßzeit eingeführt wurde, stand Frankfurt ebenfalls im Pokalfinale. Das Spiel wurde in Deutschland live im Ersten im Free-TV und bei Sky Sport im Pay-TV übertragen. Beide sendeten es auch im Livestream.
Am Tag des Finals fand wie gewöhnlich wenige Stunden zuvor im Rheinenergiestadion in Köln das DFB-Pokalfinale der Frauen statt. Der VfL Wolfsburg gewann mit 2:1 gegen den SC Sand.

## Spieldaten
| Paarung             | Eintracht Frankfurt – Borussia Dortmund |
| Ergebnis            | 1:2 (1:1) |
| Datum               | 27. Mai 2017 um 20:00 Uhr |
| Stadion             | Olympiastadion, Berlin |
| Zuschauer           | 74.322 (ausverkauft) |
| Schiedsrichter      | Deniz Aytekin (Altenberg) |
| Tore                | 0:1 Ousmane Dembélé (8.) 1:1 Ante Rebić (29.) 1:2 Pierre-Emerick Aubameyang (67., Foulelfmeter) |
| Eintracht Frankfurt | Lukáš Hrádecký – Michael Hector, David Abraham , Jesús Vallejo – Timothy Chandler (72. Alex Meier), Slobodan Medojević (56. Taleb Tawatha), Mijat Gaćinović, Bastian Oczipka – Marco Fabián (79. Danny Blum), Ante Rebić – Haris Seferović Cheftrainer: Niko Kovač ( Kroatien) |
| Borussia Dortmund   | Roman Bürki – Marc Bartra (76. Erik Durm), Sokratis, Marcel Schmelzer (46. Gonzalo Castro) – Łukasz Piszczek, Matthias Ginter, Raphaël Guerreiro – Ousmane Dembélé, Shinji Kagawa – Pierre-Emerick Aubameyang, Marco Reus (46. Christian Pulisic) Cheftrainer: Thomas Tuchel   |
| Gelbe Karten        | Mijat Gaćinović (38.), Lukáš Hrádecký (66.), David Abraham (70.), Ante Rebić (87.) – Ousmane Dembélé (90.+4') |

Dortmund übernahm unmittelbar nach Anpfiff die Initiative und ging bereits in der 8. Minute mit der ersten richtigen Torchance durch Ousmane Dembélé in Führung, der den Ball von rechts aus spitzem Winkel vorbei am Frankfurter Torhüter Lukas Hrádecký ins lange Eck schlenzte. In der Folge bestimmte Dortmund das Spiel, Frankfurts erster Abschluss gelang erst in der 20. Minute durch einen Kopfball von Timothy Chandler über das Tor. In der 29. Minute erzielte Frankfurt nach einem Ballverlust von Sokratis im eigenen Halbfeld den zu diesem Zeitpunkt etwas überraschenden Ausgleich zum 1:1. Nach Vorlage von Mijat Gaćinović stand Ante Rebić halblinks frei vor dem Dortmunder Tor und schloss mit rechts in die lange Ecke ab. Der Ausgleich verlieh den Frankfurtern mehr Selbstvertrauen, die Eintracht presste nun deutlich früher, übernahm die Kontrolle über das Spiel und hatte in der 39. Minute sogar die Führung auf dem Fuß, als Gaćinović am Pfosten scheiterte.
In der Halbzeitpause wechselte Dortmund Gonzalo Castro für Marcel Schmelzer und Christian Pulisic für den angeschlagenen Marco Reus ein. Dortmund kam stärker aus der Kabine und übernahm wieder die Spielkontrolle, scheiterte jedoch in der 50. Minute an Torwart Hrádecký und in der 64. Minute mit einem Seitfallzieher von Pierre-Emerick Aubameyang an der Querlatte. In der 67. Minute foulte Hrádecký den Dortmunder Christian Pulisic im Strafraum, den fälligen Strafstoß verwandelte Aubameyang zum 2:1 für den BVB. Eintracht Frankfurt hatte erst in der 74. Minute die erste Gelegenheit in der zweiten Hälfte durch Haris Seferović, wurde durch den neuerlichen Rückstand jedoch wieder aktiver und kam in der 79. Minute durch Alex Meier zu einer guten Chance. Nachdem der BVB die Vorentscheidung in der 85. Minute durch Aubameyang versäumte, der nur das Lattenkreuz traf, begann die Frankfurter Schlussoffensive, die mangels klarer Gelegenheiten jedoch keinen Ertrag mehr brachte. Nach vier Minuten Nachspielzeit beendete der Unparteiische Deniz Aytekin die Partie.